# Tórtora terrestre comuna
La tórtora terrestre comuna (Columbina passerina) és una espècie d'ocell de la família dels colúmbids (Columbidae) que habita garrigues i terres de conreu d'ambdues Amèriques, des del sud dels Estats Units, cap al sud, a través de les Antilles, Mèxic i Amèrica Central fins al nord d'Amèrica del Sud (des del Perú fins a la Guaiana, i també al nord-est del Brasil.